# Open d'Angleterre de golf
Pour les articles homonymes, voir Open d'Angleterre.
L'English Open était un tournoi figurant au Tour européen PGA.

## Histoire
Le tournoi a été disputé de 1979 à 1983, puis de 1988 à 2002. Son retour au programme du circuit européen est annoncé pour l'année 2009. Il devrait se dérouler sur le parcours du St. Mellion International Resort dans les Cornouailles. Cependant, ce retour est retardé : les tournois de 2009 et 2010 sont annulés en raison de difficultés financières. L'édition de 2011 est annulée, les organisateurs ne parvenant à réunir des fonds auprès de sponsors.

## Palmarès
| année                            | Vainqueur             | Nationalité     |
| -------------------------------- | --------------------- | --------------- |
| Lada English Golf Classic        |                       |                 |
| 1979                             | Severiano Ballesteros | Espagne         |
| Mazda Cars English Classic       |                       |                 |
| 1980                             | Manuel Piñero         | Espagne         |
| State Express Classic            |                       |                 |
| 1981                             | Rodger Davis          | Australie       |
| State Express English Classic    |                       |                 |
| 1982                             | Greg Norman           | Australie       |
| State Express Classic            |                       |                 |
| 1983                             | Hugh Baiocchi         | Afrique du Sud  |
| 1984-87                          | Pas de tournoi        | Pas de tournoi  |
| English Open                     |                       |                 |
| 1988                             | Howard Clark          | Angleterre      |
| NM English Open                  |                       |                 |
| 1989                             | Mark James            | Angleterre      |
| 1990                             | Mark James            | Angleterre      |
| 1991                             | David Gilford         | Angleterre      |
| Murphy's English Open            |                       |                 |
| 1992                             | Vicente Fernandez     | Argentine       |
| 1993                             | Ian Woosnam           | Pays de Galles  |
| 1994                             | Colin Montgomerie     | Écosse          |
| 1995                             | Philip Walton         | Irlande         |
| Alamo English Open               |                       |                 |
| 1996                             | Robert Allenby        | Australie       |
| 1997                             | Per-Ulrik Johansson   | Suède           |
| National Car Rental English Open |                       |                 |
| 1998                             | Lee Westwood          | Angleterre      |
| Compass Group English Open       |                       |                 |
| 1999                             | Darren Clarke         | Irlande du Nord |
| 2000                             | Darren Clarke         | Irlande du Nord |
| 2001                             | Peter O'Malley        | Australie       |
| 2002                             | Darren Clarke         | Irlande du Nord |